# Juan de Salinas y Zenitagoya

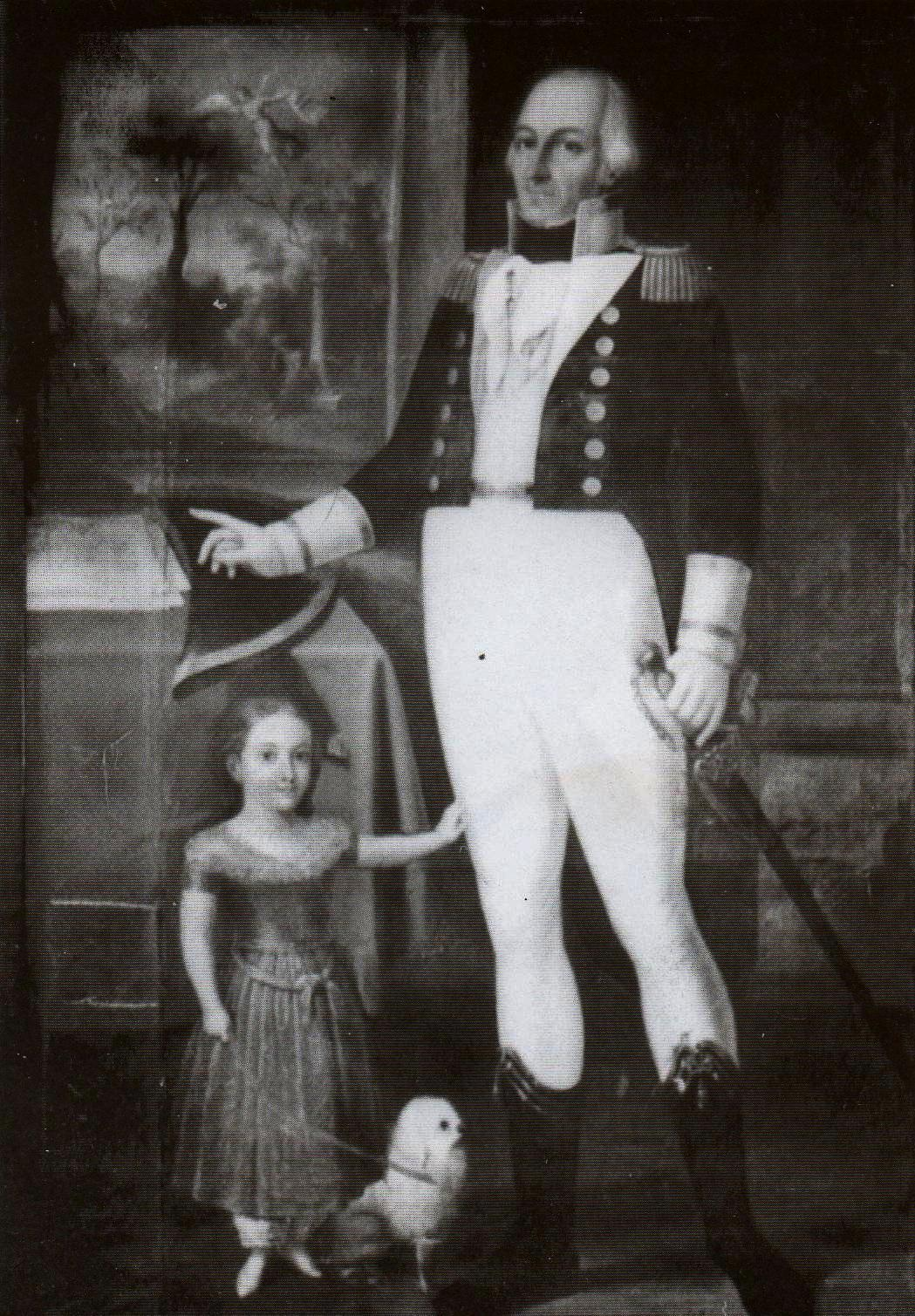
Juan de Salinas y su hija María Dolores. Antonio Salas (1802).

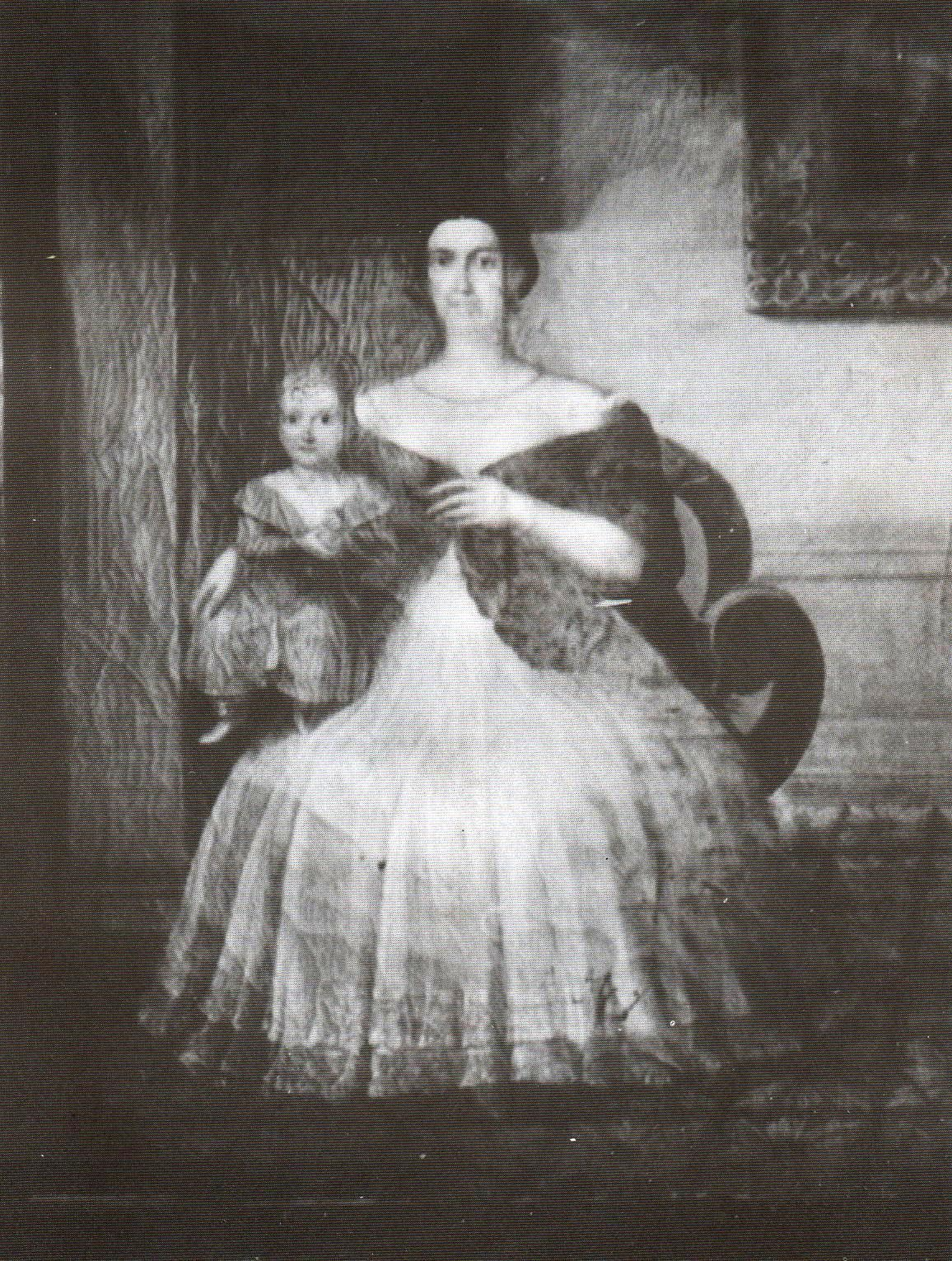
María de la Vega Nates (esposa de Juan de Salinas) y su segunda hija, María del Carmen. Antonio Salas (1811).

Juan José de Salinas y Zenitagoya (Quito-Sangolquí, Real Audiencia de Quito-Virreinato de Nueva Granada, 24 de noviembre de 1755 - Quito, Real Audiencia de Quito-Virreinato de Nueva Granada, 2 de agosto de 1810) fue un militar e ilustrado criollo que presidió la Falange armada de la Primera Junta de Gobierno Autónoma de Quito en 1809, precursora de lo que décadas más tarde sería la independencia definitiva del Ecuador del Imperio español.

## Biografía
Nació en Sangolquí, parroquia rural de Quito, el 24 de noviembre de 1755. Fue hijo de Diego de Salinas, natural de la villa de Múgica (España), que pasó a la Real Audiencia de Quito como Gobernador de Yaguarzongo y de María Ignacia de Zenitagoya y Tena, casados en Quito el 7 de julio de 1737 y hacendados en la jurisdicción de Sangolquí. Era el último de seis hermanos: María Martina (1742), María Tomasa (1744), María Luisa (1747) y Pedro Ignacio Ramón (1749).
Estudió en Quito hasta obtener el título de Maestro en Filosofía, luego cursó el primer año de jurisprudencia en la Universidad de Santo Tomás de Aquino. Se enroló en el ejército en 1777, siendo enviado a la región de Maynas durante varios años.
En 1794 regresa a la ciudad de Quito, donde contrae matrimonio con María de la Vega y Nates (1776), hija del español Patricio de la Vega y la aristócrata quiteña Margarita Nates y Mojardín; la ceremonia fue realizada en la iglesia de El Sagrario el 3 de marzo, siendo sus padrinos Joaquín de la Barrera y Tomasa Salinas y Zenitagoya. Del matrimonio Salinas de la Vega nacieron dos hijas: María Dolores y María del Carmen, la última nacida en junio de 1807.

### Carrera militar y pública
En 1777 ingresó al ejército, llegando rápidamente a ser Oficial Jefe de la escolta del presidente de la Audiencia, José Diguja. Ese mismo año fue asignado a la pacificación de los indios de Otavalo que se habían sublevado; el encuentro armado se produjo el 14 de noviembre cerca de Atuntaqui, siendo al final ahorcados los cabecillas: Francisco Hidalgo y el Gobernador de los indios de Atuntaqui, Manuel Sánchez.
A su regreso a la ciudad de Quito fue destinado a servir en la Comisión de Límites con el Reino de Brasil, con la que a fines de 1778 marchó camino al oriente; desde Quijos tomó el río Napo y siguió hacia los pueblos de Santa Rosa, Maynas, Tabatinga, Pevas y Omaguas, hasta que en abril de 1780 arribaron finalmente al río Marañón. En febrero de 1782 fue ascendido a Ayudante, Guardalmacén y Secretario de la Misión, pero en 1783 cayó enfermo de úlceras y volvió con licencia a Quito.
En 1783 se le destinó al Cuerpo Fijo de Quito por orden del presidente Juan José de Villalengua y Marfil. En 1785 el primer Comisario solicitó su regreso con un piquete de tropa y petrechos que entregó en la localidad de La Laguna, donde recibió la orden de marchar a la frontera de Camuchero para apresar a un Comandante insubordinado y conducirlo a presencia de Requena. Su labor le valió ser ascendido a Lugarteniente del Gobierno de Maynas, desde donde tuvo la misión de explorar el río Santiago para tratar de establecer el emplazamiento de la antigua población de Logroño.
En enero de 1789, y tras doce años de servicios en el Oriente, solicitó el grado de Capitán de Infantería y el cargo de Gobernador de Maynas, pero solo obtuvo el grado de Capitán de Infantería, por lo que regresó a Quito, donde contrajo matrimonio. En 1795 vivió en la Guarnición Militar de Guayaquil como Subteniente; allí su amigo Juan Pío Montúfar le otorgó poderes para que arreglara en su nombre las cuentas que manejaba en el puerto.

## Ideas independentistas
En 1803 es reconstituido en Quito, donde encontró una ciudad dividida en bandos irreconciliables formados por europeos (chapetones) y blancos nacidos en América (criollos). Los primeros eran preferidos en los puestos públicos y ejercían un marcado despotismo que recibía la oposición de los discípulos de Eugenio Espejo, que ya había fallecido para entonces, y que a pesar de no ser muchos eran influyentes y giraban alrededor de Juan de Dios Morales y Manuel Rodríguez de Quiroga. A ellos se unió Salinas, con la actividad, diligencia e impetuoso carácter con que siempre ejecutaba todos sus actos.
El 25 de diciembre de 1808 concurrió a la llamada Revolución de los Marqueses, que se trataba de una reunión celebrada por la Navidad en la hacienda del Marqués de Selva Alegre en el Valle de los Chillos, y en la cual se acordó el establecimiento de una Junta Suprema que se encargaría de dirigir los destinos de la Presidencia de Quito, representando la soberanía del pueblo. A esta cita también asistieron Morales, Quiroga, el presbítero José Riofrío, Juan Pablo Arenas, Javier de Ascázubi y Nicolás de La Peña, quienes le encomendaron la elaboración de un plan bélico de defensa en el hipotético caso de que se produjere una reacción contrarrevolucionaria.
En agosto de 1809 volvieron a alborotarse los ánimos ante la invasión napoleónica a España, y el miércoles 8 Salinas acude nuevamente a una reunión en la casa de Francisco Javier de Ascázubi, donde se convino en dar el golpe al gobierno español durante la madrugada del viernes 10. El jueves de noche, los próceres se congregaron en los cuartos interiores que alquilaba Manuela Cañizares en la casa parroquial de El Sagrario, pero Salinas fue avisado de la reunión a última hora, cuando ya estaba acostado y en ropa de cama. Salió después de la media noche en dirección al Cuartel y arengó a la tropa, hablando de la usurpación de Napoleón para convencerlos, los sacó a la plaza y formó varias comisiones.

### Junta de Gobierno Autónoma de Quito
La mañana del 10 de agosto Salinas organizó un Cuerpo de ejército para el nuevo gobierno, esta Falange estaba compuesta de tres batallones. la Junta le reconoció el grado de Coronel y la jefatura de dicho cuerpo como inspector general. El 14 de octubre, el depuesto expresidente de la Audiencia, Conde Ruiz de Castilla, escribió a Salinas desde su quinta de Iñaquito a la que había sido confinado, pidiéndole su colaboración para que las cosas volvieran a su antiguo estado. Salinas aceptó la entrega de las tropas al Conde, para lo cual despachó hacia Machachi a los militares de los que más desconfiaba, poniéndoles al mando de Juan y Antonio Ante, quienes eran precisamente los más opuestos a la idea, con lo cual allanó el camino para que el 24 de octubre se suscribiesen las capitulaciones de la Junta en favor del conde Manuel Ruiz Urriés de Castilla.
Por dicho acuerdo Salinas seguiría al frente de la Falange, pero coincidió que entonces llegaron a la isla Puná las fuerzas que había despachado el Virrey del Perú para sofocar la revolución de Quito, noticia que alentó a Ruiz de Castilla. El 17 de noviembre Salinas presentó su renuncia al cargo de Comandante de las Compañías de Infantería de Quito y fue sustituido por el Capitán Joaquín Zaldumbide. Esta renuncia causó pésima impresión en el pueblo, que protestó haciendo circular una hoja volante en su contra. El 24 de noviembre arribaron a la ciudad las tropas de Lima comandadas por Manuel Arredondo, y el presidente Ruiz de Castilla disolvió las de Quito para maquinar su venganza.

### Apresamiento y muerte
El 4 de diciembre Salinas se hallaba en su casa situada en la Plaza Mayor, contigua al Ayuntamiento, desde donde pudo ver que los doctores Morales y Arenas eran escoltados por soldados en dirección al Cuartel Real, pero como él mismo no se creía comprometido por haber entregado la tropa, se despreocupó; más, al mediodía apareció en su puerta la escolta y le presentaron la orden de prisión en su contra. Con aspecto sereno salió rumbo al Cuartel, atravesando para ello el pretil de la Catedral y desde allí dirigió el último saludo de despedida a su familia.
El historiador Manuel María Borrero, autor de Quito Luz de América, manifestó que «Salinas fue uno de los traicionados por los factores negativos de la contrarrevolución y claudicó oprimido por las circunstancias de que se vio rodeada la revolución por obra de los Marqueses y nobles de la Junta Suprema de Gobierno, establecida equivocadamente por los verdaderos patriotas; sin embargo, su actitud frente a las prisiones de sus compañeros en esa trágica mañana del 4 de diciembre, indica que él se sentía seguro, pues de no haber sido así, hubiera huido».
De allí en adelante permaneció ocho meses prisionero, sin siquiera poder gozar de las dos horas diarias de sol concedidas a los demás y sólo le permitían de vez en cuando la visita de su hija María Dolores, de cerca de catorce años. Su segunda hija, María del Carmen, nació pocos días después de ser apresado. Su esposa quiso liberarlo trazando un plan con Mariano Castillo, pero las autoridades dieron con los hilos de la conspiración y lo aprehendieron al salir de la casa de los Salinas, conduciéndole al mismo Cuartel donde estaban los otros prisioneros, mientras María guardaba cárcel en su propia casa.
El 2 de agosto el pueblo de Quito asaltó el Cuartel para liberar a los presos, pero los soldados tomaron la delantera y se posesionaron del mismo; entonces los presos se atrincheraron detrás de las puertas de sus celdas, que los soldados despedazaron, descargando sus fusiles sobre ellos. Salinas presentó cuatro heridas de bala en su cabeza y varias cortaduras de espada en el pecho. Su cadáver fue sepultado en la iglesia de San Agustín.

#### La familia después de su muerte
Mientras tanto su esposa e hija mayor habían sido conducidas al pie de una horca que alzaron las autoridades en la plaza mayor, para que escucharan un mandato de muerte; De allí las llevaron a una habitación del Palacio de Carondelet donde se enteraron del trágico fin de su deudo. Las religiosas de la Concepción solicitaron que las mujeres cumplieran su sentencia recluidas al interior del Monasterio, evitando así la horca pero no la confiscación de todos sus bienes por orden del presidente Ruiz de Castilla. Doña María murió el 1 de diciembre de 1820, siendo sepultada en la iglesia de La Merced, por lo que María Dolores debió hacerse cargo de su hermana menor.
Con la llegada de la independencia definitiva en 1822, el mariscal Antonio José de Sucre restituyó todos los bienes a la familia Salinas. Las hijas contrajeron matrimonio, María Dolores con el abogado Joaquín Gutiérrez y la menor, María del Carmen con Manuel de Ascázubi, que sería Presidente de Ecuador entre 1849 y 1850.

### Condecoraciones y méritos
- Gran Cruz de San Lorenzo, creada por la Junta de Gobierno Autónoma de Quito en 1809.